# La Praille (centre commercial)
Pour les articles homonymes, voir La Praille (homonymie).
La Praille est un centre commercial situé à cheval sur les communes de Lancy et de Carouge dans le canton de Genève. Il tire son nom du quartier de La Praille où il se trouve.

## Description
Inauguré en 2002, le centre commercial & de loisirs La Praille comporte aujourd'hui plus de 65 commerces dont un cinéma multiplexe de 9 salles (4DX, plus grand écran intérieur de Suisse), un bowling de 26 pistes, un fitness avec piscine, une halte-garderie, des restaurants ouverts 7 jours sur 7 et le soir, des boutiques mode et accessoires, multimédia, téléphonie, maison, bien-être, un hypermarché Coop et de nombreux services (coiffeur, barbier, onglerie, livraison à domicile, pressing, cordonnier, institut de soins, etc.)  
Le centre commercial La Praille fait partie du complexe de la Praille qui comprend également le Stade de Genève, un Event Center, un hôtel, des bureaux administratifs, des salles de conférences.

## Accès
Le centre est accessible par les lignes 21, 22, 23, 40, 42, 43, 46 et 80 des autobus de Genève avec la station Grand-Lancy, Stade de Genève ainsi qu'avec le Léman Express avec la station Lancy-Bachet.